# Багаторядник щетинконосний
Багаторядник щетинконосний, багаторядник щетинястий (Polystichum setiferum Forssk.) Woyn.) — вид рослин з родини щитникові (Dryopteridaceae).

## Опис
Багаторічна трав'яниста рослина. Листя яскраво-зелене, перисте, 30–120 см в довжину; типово є 4–10 листків на зрілій рослині. Окремі гілки живуть від 9 до 15 місяців і залишаються прикріпленими до кореневища після в'янення. Спори світло-жовті, дозрівають із червня по вересень.

## Поширення
Батьківщина: Північна Африка: Алжир; Марокко. Кавказ: Азербайджан; Грузія. Західна Азія: Туреччина. Європа: Україна (Крим); Австрія; Бельгія; Німеччина; Угорщина; Нідерланди; Швейцарія; Ірландія; Об'єднане Королівство; Албанія; Болгарія; Хорватія; Греція; Італія; Македонія; Чорногорія; Румунія; Сербія; Словенія; Франція; Португалія [вкл. Азорські острови, Мадейра]; Іспанія [вкл. Балеарські острови]. Зростає в лісах, часто, але не завжди на крутих схилах. Росте на затінених, свіжих (до надмірно вологих) місцях, найкраще з м'якою зимою і вологим літом. У Середземноморському регіоні зазвичай росте на великих висотах.

## Використання
Часто використовується як декоративна рослина в садах. Є багато культурних сортів.

## Галерея

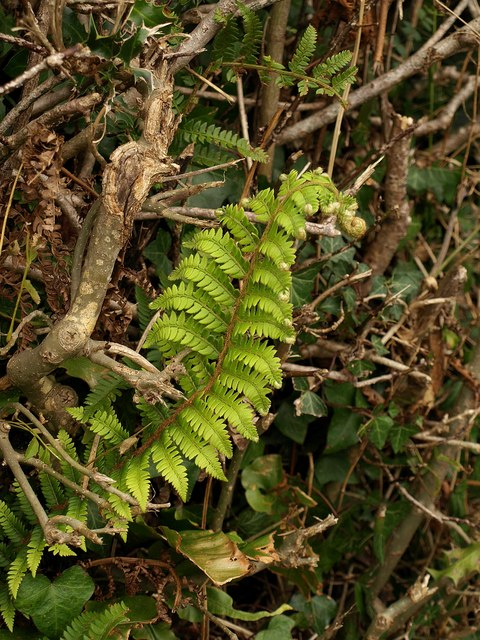
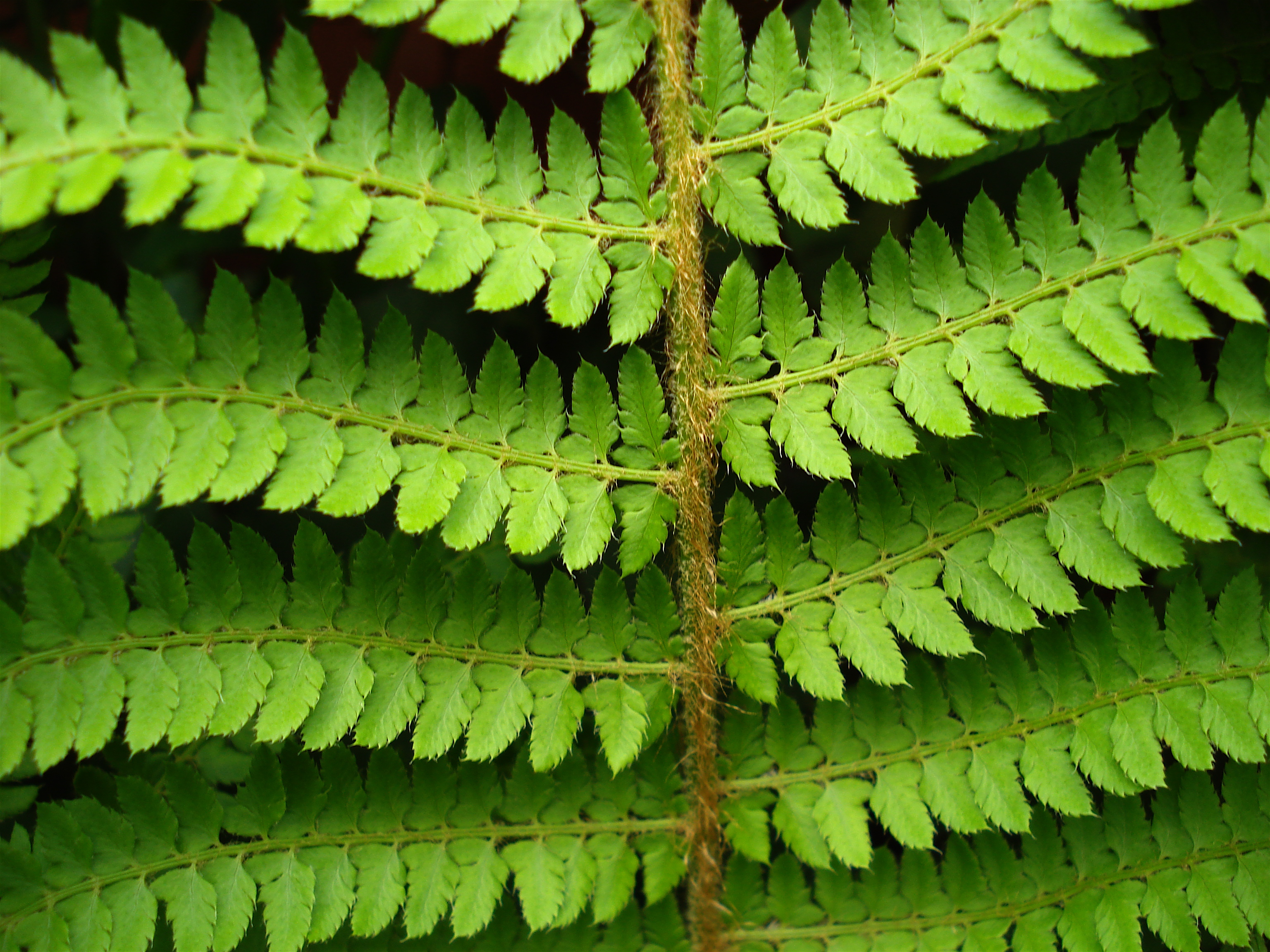